# Mike Hugg
Mike Hugg (jako Michal John Hugg, 11. srpen 1942, Andover, Hampshire, Anglie, Spojené království) je anglický profesionální hudebník a skladatel a jeden ze členů hudební skupiny Manfred Mann v 60. letech 20. století.